# فاكاماني منغادي
فاكاماني منغادي (بالإنجليزية: Phakamani Mngadi)‏ (10 أكتوبر 1994 ببيترماريتزبرغ في جنوب أفريقيا - ) هو لاعب كرة قدم جنوب أفريقي في مركز الوسط. لعب مع نادي يوبين.

## روابط خارجية
- فاكاماني منغادي على موقع قاعدة بيانات كرة القدم.إي يو (الإنجليزية)
- فاكاماني منغادي على موقع Soccerway.com (الإنجليزية)